# BITNET
BITNET era una antiga xarxa internacional d'ordinadors de centres docents i de recerca que oferia serveis interactius de correu electrònic i de transferència de fitxers utilitzant un protocol d'emmagatzematge i enviament segons els protocols Network Job Entry d'IBM. Es connectava a Internet a través d'una passarel·la de correu electrònic.
Va ser fundada el 1981, sota els auspicis d'Ira Fuchs i Freeman Greydon de la City University of New York (CUNY).
El primer enllaç va ser entre la CUNY i la Universitat Yale . Des d'un punt de vista tècnic, BITNET era diferent d'Internet perquè era una xarxa punt a punt tipus «emmagatzemar i després enviar». És a dir, que el correus i altres arxius són transmesos completament d'un servidor a un altre fins a la seva destinació final.
BITNET esdevingué un acrònim de «Because It's Time Network» (perquè és temps de xarxa), encara que originalment volia dir «Because It's There Network» (perquè és allà la xarxa).
La xarxa estava composta d'organismes educatius, però els mateixos protocols es feien servir per una gran xarxa interna d'IBM; aquesta xarxa va ser durant un temps més important que altres xarxes com ARPANET. Els enllaços BITNET van funcionar originalment a 9.600 bauds. Els protocols BITNET van acabar en ser portats a sistemes operatius no IBM.
En el seu apogeu, el 1991, BITNET comprenia prop de 500 organismes i 3.000 nodes.
La popularitat i l'ús de BITNET van disminuir amb l'adveniment de la TCP/IP i Internet a principis dels anys 1990.
BITNET inclouia un servei de correu electrònic i programari Listserv, i això va ser abans que el World Wide Web, FTP i Gopher. Es podia igualment enviar arxius o missatges curts a altres usuaris (aquesta característica va ser aprofitada per BITNET Relay). La primera revista electrònica de BITNET anomenada VM COM, va sorgir d'un newsletter de la Universitat de Maine als Estats Units, i va ser àmpliament difosa a principis de 1984. Nou anys més tard, un estudiant de la mateixa Universitat de Maine publicarà la primera revista de la WWW.
El 1984, dos estudiants de l'École des Mines de París (FREMP11 a BITNET), Bruno Chabrier i Vincent Lextrait, posen en servei el primer joc de rol multiusuari del món anomenat "MAD" de "Multi Access Dungeon". Aviat el 10% dels nodes BITNET de tot el món jugaven amb MAD, fins i tot administradors de BITNET, espantats per l'èxit del joc, demanaven a l'Escola de Mines que ho aturessin, després de dos anys de funcionament. MAD es va instal·lar en altres nodes en el món fins a la seva prohibició, arran de l'entusiasme que va ser l'objecte, que va portar a la saturació de BITNET. MAD estava escrit en REXX, i proposava molts laberints de diversos pisos, poblats per robots (PNJ - Personatges no jugadors), comunicant mòbils que duien irrespectuosament els noms dels professors de l'ENSMP. També va proporcionar una oportunitat d'interaccionar els uns amb els altres.